# كريس دان
كريس دان (بالإنجليزية: Kris Dunn)‏ مواليد 18 مارس 1994 في نيو لندن، هو لاعب كرة سلة أمريكي. بدأ مسيرته الاحترافية في سنة 2016. تم اختياره من قبل فريق مينيسوتا تمبر ولفز خلال الدرافت. يلعب مع مينيسوتا تمبر ولفز في الرابطة الوطنية لكرة السلة كلاعب هجوم خلفي. يحمل الرقم 3. يبلغ طوله 6 قدم 4 بوصة (1.9 م).

## روابط خارجية
- كريس دان على موقع إن بي أي (الإنجليزية)
- كريس دان على موقع سبورتس رفرنس (الإنجليزية)
- كريس دان على موقع كرة السلة الأوروبية.كوم (الإنجليزية)
- كريس دان على موقع DraftExpress.com (الإنجليزية)
- كريس دان على موقع إي إس بي إن.كوم (الإنجليزية)
- كريس دان على موقع كلية كرة السلة في سبورتس رفرنس.كوم (الإنجليزية)
- كريس دان على موقع ريلجم (الإنجليزية)
- كريس دان على موقع بروبوليرز (الإنجليزية)
- كريس دان على موقع سبورتس رفرنس (الإنجليزية)